# Leonardo Bertagnolli
Leonardo Bertagnolli (Trento, 8 januari 1978) is een Italiaans voormalig wielrenner. Hij kwam achtereenvolgens uit voor Saeco, Cofidis, Liquigas, Amica Chips-Knauf (t/m 8 mei 2009), Androni Giocattoli (vanaf 9 mei 2009) en Lampre-ISD.
In 2012 werd, enkele dagen nadat Bertagnolli zijn carrière had beëindigd, bekend dat de UCI wegens afwijkingen in zijn bloedpaspoort een procedure tegen hem zou opstarten. In 2014 schrapte de UCI al zijn resultaten behaald tussen 1 januari 2003 en 18 mei 2011.

## Belangrijkste overwinningen
2004
Trofeo dell'Etna
Coppa Agostoni
Coppa Placci
2005
3e etappe Ronde van de Limousin
2e etappe Ronde van Spanje
2006
Ronde van de Haut-Var
6e etappe Tirreno-Adriatico
2007
Classica San Sebastian
2008
Trofeo Melinda
GP Città di Camaiore
2009
15e etappe Ronde van Italië
2e etappe Brixia Tour
2010
3e etappe Ronde van Oostenrijk

## Resultaten in voornaamste wedstrijden
N.B. resultaten van 1 januari 2003 t/m 18 mei 2011 zijn streepresultaten
| Jaar | Ronde van Italië | Ronde van Frankrijk | Ronde van Spanje |
| ---- | ---------------- | ------------------- | ---------------- |
| 2002 |                  |                     | 106e             |
| 2003 | 25e              | opgave              |                  |
| 2004 | 37e              |                     |                  |
| 2005 | opgave           |                     | opgave (1)       |
| 2006 | opgave           |                     |                  |
| 2007 |                  |                     | 22e              |
| 2008 |                  |                     |                  |
| 2009 | 46e (1)          |                     |                  |
| 2010 | buiten tijd      |                     |                  |
| 2011 |                  | opgave              |                  |
| 2012 |                  |                     |                  |

| Jaar | Milaan-San Remo | Amstel Gold Race | Luik-Bast.‑Luik | Ronde van Lombardije | Waalse Pijl | Clásica San Sebastián |  | WK op de weg |  | Wereldranglijsten |
| ---- | --------------- | ---------------- | --------------- | -------------------- | ----------- | --------------------- |  | ------------ |  | ----------------- |
| 2002 |                 |                  |                 |                      |             |                       |  |              |  |                   |
| 2003 |                 |                  |                 | 73e                  |             |                       |  |              |  |                   |
| 2004 | 85e             |                  |                 | 30e                  |             |                       |  | 23e          |  |                   |
| 2005 |                 |                  | 22e             | 33e                  | 18e         | 9e                    |  |              |  | 135e (UPT)        |
| 2006 | 47e             | 25e              | 31e             |                      | 27e         |                       |  |              |  | 90e (UPT)         |
| 2007 |                 |                  |                 | 62e                  |             | ↑                     |  |              |  | 29e (UPT)         |
| 2008 |                 | 33e              |                 | 39e                  |             |                       |  |              |  | 100e (UPT)        |
| 2009 |                 |                  |                 | 11e                  |             |                       |  |              |  | 138e (UWK)        |
| 2010 |                 |                  | 37e             |                      | 39e         |                       |  |              |  | 235e (UWK)        |
| 2011 |                 | 122e             |                 |                      |             | 48e                   |  |              |  |                   |
| 2012 |                 | 105e             |                 |                      | 128e        |                       |  |              |  |                   |

Astarloa · Bertagnolli · Celestino · Commesso · Conte · Cunego · Davidson · Di Luca · Fuentes · Galletti · Gavazzi · Glomser · Ludewig · Mason · Nitsche · Pepoli · Pugaci · Sabaliauskas · Sacchi · Simoni · Spezialetti · Spinelli · Tonti · Wegmann · Del Sarto (stagiair) · Leuchs (stagiair) · Maccanti (stagiair)
Astarloa  · Bertagnolli · Bonomi · Bucciero · Celestino · Commesso · Cunego · Di Luca · Fornaciari · Fuentes · Galletti · Gavazzi · Glomser · Ludewig · Pepoli · Pieri · Pugaci · Quaranta · Sabaliauskas · Sacchi · Sjefer · Simoni · Spezialetti · Tonti · Zanini · Caccia (stagiair) · Loosli (stagiair) · Marget (stagiair)
Balducci · Bertagnolli · Bonomi · Bucciero · Casagranda · Celestino · Commesso · Cunego · Di Luca · Fornaciari · Fuentes · Gavazzi · Glomser · Loosli · Ludewig · Matzbacher · Mazzoleni · Petrov · Pieri · Sabaliauskas · Simoni · Spezialetti · Štangelj · Szmyd · Tonti · Bates (stagiair) · Franzoi (stagiair) · Magallanes (stagiair)
Augé ·
Atienza · 
Bertagnolli · 
Bessy ·
Bourgain · 
Casper ·
Chavanel · 
Coyot ·
Duclos-Lassalle · 
Edaleine ·
Engoulvent ·
Farazijn · 
Fernández ·
Fofonov ·
Gané · 
Inaudi · 
Koerts · 
Marichal ·
Moinard · 
Moncoutié · 
Monier ·
O'Grady ·
Pérez · 
Roche ·
Scheirlinckx · 
Tombak · 
Tournant · 
Trentin · 
Vasseur · 
White · 
Galland (stagiair) · 
Hartmann (stagiair) · 
Sutton (stagiair)   
Augé ·
Bertagnolli · 
Bessy ·
Bourgain · 
Casper ·
Chavanel · 
Coyot ·
Duclos-Lassalle · 
Duque · 
Elijzen ·
Farrar · 
Fernández ·
Heijboer · 
Inaudi · 
Lequatre · 
Marichal ·
Minard · 
Moinard · 
Moncoutié · 
Monfort ·
Monier ·
Moreni ·
Parra ·
Pérez · 
Roche ·
Sanchez · 
Scheirlinckx · 
Sutton ·
Tournant · 
Valentin · 
Verbrugghe · 
Wiggins · 
El Fares (stagiair) ·
Godet (stagiair) ·
Hartmann (stagiair) 
Albasini ·
Bäckstedt · 
Beltrán · 
Bertagnolli ·
Bodnar ·
Calcagni ·
Capecchi ·
Carlström · 
Cataldo ·
Chicchi ·
Da Dalto ·
Di Luca ·
Failli ·
Fischer ·
Gasparotto ·
Kreuziger ·  
Koetsjynski · 
Miholjević (tot 15/08) ·
Mugerli ·
Nibali ·  
Noè ·
Paolini ·
Pellizotti ·
Petito ·
Pozzato ·
Quinziato ·
Spezialetti ·
Trenti ·
Vanotti ·
Wegelius ·
Willems
Agnoli ·
Albasini ·
Basso · 
Beltrán (tot 30/09) · 
Bennati ·
Bertagnolli ·
Bodnar ·
Carlström · 
Cataldo ·
Chicchi ·
Corioni ·
Curtolo ·
Da Dalto ·
Fischer ·
Franzoi ·
Kreuziger ·  
Koetsjynski · 
Miholjević ·
Mugerli ·
Nibali ·  
Noè ·
Pellizotti ·
Petito (tot 15/04) ·
Pozzato ·
Quinziato ·
Santaromita ·
Štangelj ·
Trenti ·
Vanotti ·
Wegelius ·
Willems ·
Da Ros (stagiair) ·
Guarnieri (stagiair)
Balloni ·
Bertagnolli ·
Boets · 
Bole ·
Bono ·     
Cunego ·
Gavazzi ·
Hondo ·
Kasjetsjkin (tot 31/07) ·
Kondroet ·
Kostjoek ·
Kryvtsov ·
Kvatsjoek ·
Loosli ·
Magazzini ·
Malori ·
Marzano ·
Mori ·
Niemiec ·
Pérez ·
Petacchi ·
Pietropolli ·
Righi ·
Scarponi ·
Spezialetti ·
Špilak ·
Szeghalmi ·
Ulissi ·
Graziato (stagiair) ·
Tedeschi (stagiair) ·
Tiozzo (stagiair)
Anacona ·
Bertagnolli ·
Boets · 
Bole ·
Bono ·  
Cimolai ·   
Cunego ·
Graziato ·
Hondo ·
Kostjoek ·
D. Kryvtsov ·
J. Krivtsov ·
Kvatsjoek ·
Lloyd ·
Malori ·
Marzano ·
Mori ·
Niemiec ·
Petacchi ·
Pietropolli ·
Possoni ·
Righi ·
Scarponi ·
Sjejdyk ·
Spezialetti ·
Stortoni ·
Ulissi ·
Viganò ·
Cattaneo (stagiair) ·
Viola (stagiair) ·
Wackermann (stagiair)